# Partido Nacional por los Derechos de los Estados
El Partido Nacional por los Derechos de los Estados (en inglés National States' Rights Party) fue un partido político estadounidense de extrema derecha y partidario del supremacismo blanco. El partido abogaba por el antisemitismo y la segregación racial, estableciendo vínculos con organizaciones de ideología y pensamiento similar como el Ku Klux Klan, sin haber sido nunca abiertamente neonazi, aunque tuvo algunas características propias del fascismo como la utilización de uniformes y saludos especiales. Su periódico oficial se llamaba Thunderbolt. En 1964 sus candidatos fueron el líder del Ku Klux Klan John Kasper y el activista a favor de la segregación racial J.B. Stoner, quien cumplió una condena de tres años de prisión por colocar una bomba en una iglesia bautista multirracial, obteniendo resultados testimoniales. Tras un fuerte declive, muchos de sus miembros se unieron al Ku Klux Klan, el FBI incluso reportó que el grupo no representaba una amenaza tras una investigación policial realizada en 1976 y el partido desapareció de la escena pública.